# روبرت جونستون ماكميلان
روبرت جونستون ماكميلان (بالإنجليزية: Robert Johnston McMillan)‏ هو محامي وقاضي أمريكي، ولد في 21 أغسطس 1885 في غالفستون في الولايات المتحدة، وتوفي في 27 أكتوبر 1941.